# Pedicularis cheilanthifolia
Espèce
Pedicularis cheilanthifolia est une espèce de plantes herbacées appartenant à la famille des Scrophulariaceae selon la classification classique de Cronquist (1981) ou à la famille des Orobanchaceae selon la classification phylogénétique. On la trouve en Chine dans le Qinghai, à l'est, le sud-ouest et l'ouest du Gansu, le Xinjiang, le nord et l'ouest du Xizang, et dans certaines zones de l'Afghanistan, du Kazakhstan, du Kirghizistan, du Tadjikistan, de Mongolie et du nord de l'Inde. Elle fleurit entre la fin juin et la fin août.

## Sous-espèces
- Pedicularis cheilanthifolia subsp. cheilanthifolia
- Pedicularis cheilanthifolia subsp. svenhedinii (Paulsen) P.C.Tsoong